# 山口里子
山口 里子（やまぐち さとこ、1945年 - ）は、フェミニスト神学者。
日本聖書神学校に学ぶ。1988年よりハーバード大学神学部とエピスコパル神学校（ＥＤＳ）で学び、1996年にＥＤＳより博士号取得。ストーニーポイント・センター常駐神学教師、ニューヨーク神学校・ニューアーク神学校講師を経て帰国。2000年より日本フェミニスト神学・宣教センター共同ディレクター。恵泉女学園大学、聖心女子大学、聖公会神学院、日本聖書神学校、農村伝道神学校などで講師を歴任。 

## 著書
- Mary and Martha : Women in the World of Jesus Orbis Books, c2002
- 『マルタとマリア イエスの世界の女性たち』新教出版社 2004
- 『虹は私たちの間に 性と生の正義に向けて』新教出版社 2008
- 『新しい聖書の学び』新教出版社 2009
- 『いのちの糧の分かち合い いま、教会の原点から学ぶ』新教出版社 2013
- 『イエスの譬え話 ガリラヤ民衆が聞いたメッセージを探る 1』新教出版社 2014

### 共著
- 『解放の神学 女性からの視点』一色義子,島しづ子,弘田しずえ,富山妙子,小久保喜以子共著 燦葉出版社 1991

### 翻訳
- エリザベス・シュスラー・フィオレンツァ『彼女を記念して フェミニスト神学によるキリスト教起源の再構築』日本基督教団出版局 1990
- E.S.フィオレンツァ『石ではなくパンを フェミニスト視点による聖書解釈』新教出版社 21世紀キリスト教選書 1992
- フィオレンツァ編『フェミニスト聖書注解 聖典の探索へ』絹川久子と日本語版監修 日本キリスト教団出版局 2002
- フィオレンツァ『知恵なる神の開かれた家』上沢伸子,吉谷かおる,大森明彦共訳 新教出版社 2005

## 注
1. ↑  『イエスの譬え話』著者紹介
2. ↑  エルピサ講演会『パレスチナの平和を願って』 2018年10月26日